# 庫爾曼江·達特卡 (電影)
《庫爾曼江·達特卡》，又名為《高山女王》、《山岚女王》（英語：Queen of the Mountains）或《庫爾曼江·達特卡：高山女王》（英語：Kurmanjan Datka: Queen of the Mountains），是一部在2014年上映的吉爾吉斯電影，講述吉爾吉斯女政治家庫爾曼江·達特卡的生平事跡。

## 劇情
《庫爾曼江·達特卡》的故事在1816年的亞洲中部掲開序幕，當時的中亞有數十個衝突不斷的部落；庫爾曼江和她的家人屬於遊牧民族(吉爾吉斯人)，在浩罕汗國管轄的阿賴山脈一帶生活。在庫爾曼江五歲的時候，有人預示她將來會與十個兒子價值相等，而國家也會需要她；成年後的庫爾曼江脫離一場包辦婚姻，令家族蒙羞，但她後來嫁給統治阿賴山脈各氏族的貴族成員阿雷姆別克，為家族贏得榮譽。
阿雷姆別克被埃米爾穆茲扎夫法爾任命為「達特卡」（地方領導人），希望能統一各部落，團結應對入侵者；但是，穆茲扎夫法爾的兒子反對統一，希望由他的家族中央集權統治當地，派刺客暗殺阿雷姆別克。穆茲扎夫法爾擔心出現權力真空，便任命庫爾曼江為「達特卡」。
過了很久後，俄羅斯帝國圖謀令中亞成為其屬國，打通前往印度一帶地區的道路，浩罕汗國正正位於這道路上；汗國各氏族奮勇作戰，卻無望抵禦俄國的軍力。庫爾曼江領導阿賴山脈的居民抵抗入侵者，兩年後卻與俄國媾和，當時的俄國將領斯科別列夫崇敬庫爾曼江的智慧和克制，俄國政府亦不干涉當地人原來的生活；但是，斯科別列夫的繼任人什維科夫斯基是一名種族主義者，執意要镇压當地的居民。後來，庫爾曼江最疼愛的兒子被俄國逮捕，且將遭到處決；庫爾曼江因此面臨著拯救愛子，或是要為同胞性命着想而犧牲兒子、從而與俄國保持良好關係的抉擇。最終，庫爾曼江選擇了後者。

## 製作
執導《庫爾曼江·達特卡》的舍爾-尼亞茲表示，此電影是吉爾吉斯獨立以來首部關於當地的歷史電影，因此對吉爾吉斯人非常重要。《庫爾曼江·達特卡》的製作耗時兩年半，並耗資150萬美元，而吉爾吉斯政府則提供了7,000萬吉爾吉斯索姆的資助；整部電影共有10,000人參與了此電影的製作，其中有一半工作人員是無償工作的。電影的取景範圍廣闊，製作人員曾在吉爾吉斯的阿賴山脈、比什凱克、奧什、熱季-耶古茲區、塔拉斯等地取景，也計劃在俄羅斯聖彼得堡和烏茲別克布哈拉組織拍攝工作。

## 反響

### 評論
《荷里活報道》的評論認為，《庫爾曼江·達特卡》流於連貫敘事，雖然電影長達兩個多小時，但故事仍未進入狀態；評論又批評電影沒有充分標示敘事時間的轉移，而政治掮客之間的關係模糊，令庫爾曼江保衛阿賴山脈的動機和影響顯得混乱不清。不過，評論同時讚揚此電影拍攝了吉爾吉斯遼闊的風光，又認為電影的劇裝設計細緻地描繪了當時的文化。
《綜藝》的評論批評，《庫爾曼江·達特卡》只是在展示庫爾曼江·達特卡的維基百科條目，沒有刻畫她內心的情感；評論也認為，電影對庫爾曼江·達特卡以外的角色描繪得很薄弱，令這些角色不能為觀眾留下深刻的印象。《洛杉磯時報》的評論讚揚此電影的視覺效果，但認為電影處理時序的手法令觀眾難以跟隨。

### 獎項
| 年份   | 奖项             | 类别                             | 結果 | 參考資料 |
| ------ | ---------------- | -------------------------------- | ---- | -------- |
| 2015年 | 紐約歐亞電影節   | 最佳故事片                       | 獲獎 | [ 7 ]    |
| 2015年 | 紐約歐亞電影節   | 最佳劇本                         | 獲獎 | [ 7 ]    |
| 2015年 | 紐約歐亞電影節   | 最佳女演員 （娜濟拉·瑪姆別托娃） | 獲獎 | [ 7 ]    |
| 2015年 | 紐約歐亞電影節   | 最佳女配角 （埃莉娜·阿拜·克濟）  | 獲獎 | [ 7 ]    |
| 2015年 | 蒂伯龍國際電影節 | 最佳電影                         | 獲獎 | [ 8 ]    |
| 2015年 | 蒂伯龍國際電影節 | 最佳電影攝影                     | 獲獎 | [ 8 ]    |
| 2015年 | 費季爾國際電影節 | 金旗獎                           | 獲獎 | [ 9 ]    |
| 2015年 | 阿克伊爾比爾斯獎 | 最佳導演                         | 獲獎 | [ 10 ]   |
| 2015年 | 阿克伊爾比爾斯獎 | 最佳電影攝影師                   | 獲獎 | [ 10 ]   |
| 2015年 | 尼卡獎           | 獨聯體和波羅的海國家最佳電影     | 提名 | [ 10 ]   |

除此以外，《庫爾曼江·達特卡》也參與角逐第87屆奧斯卡金像獎的最佳外語片獎，但最終不獲提名。

## 外部連結
- 互联网电影数据库（IMDb）上《庫爾曼江·達特卡》的资料（英文）
- YouTube上的Kurmanjan Datka - Queen of the Mountains（電影預告片）
- YouTube上的Кыргыз кино: Курманжан Датка. толугу менен.（整部電影）